# Altica bicarinata
Altica bicarinata es una especie de  coleóptero de la familia Chrysomelidae. Fue descrita científicamente por primera vez en 1860 por Kutschera. Se encuentra en Grecia, Medio Oriente y norte de África.